# Andrzej Tchórzewski
Andrzej Tchórzewski (ur. 18 maja 1937 w Lublinie, zm. 10 maja 2025 w Warszawie) – polski poeta, eseista, krytyk literacki, dramaturg, autor słuchowisk i tłumacz literatury obcej.

## Życiorys
Ukończył studia na Wydziale Filozofii i Socjologii Uniwersytetu Warszawskiego. Studiował na Wydziale Dziennikarskim Uniwersytetu Warszawskiego i Wydziale Filozoficznym Katolickiego Uniwersytetu Lubelskiego. W latach 1939–1942 przebywał w Rumunii. Od 1955 roku mieszkał w Warszawie. Debiutował w 1955 r. na łamach czasopisma „Kamena” jako poeta. W latach 1966–1968 mieszkał w Stanach Zjednoczonych.
Pracował jako dziennikarz i specjalista ds. przekładów, m.in. w wydawnictwach: „Iskry” i „Czytelnik” oraz przez wiele lat współredagował miesięcznik „Poezja” (1975–1990). Pracował również w Polskim Radiu w programie dla zagranicy (redakcja hiszpańska). Był również tłumaczem poezji i prozy z kilku języków (angielski, hiszpański, gruziński, rosyjski, portugalski, ukraiński i włoski).
Od 2015 roku, wraz z Aldoną Borowicz, był fundatorem prywatnej nagrody poetyckiej „Zamiast recenzji”, przyznawanej młodym poetom do 30. roku życia. Był laureatem wielu nagród w konkursach literackich, m.in. Nagrody Młodych w 1957, Nagrody im. W. Hulewicza za całokształt twórczości i Nagrody Bemowskiej (Gminy Warszawa-Bemowo) w 2002 roku. Od marca 1961 roku do 31 grudnia 2006 roku był członkiem Oddziału Warszawa Związku Literatów Polskich.
Zmarł 10 maja 2025.

## Twórczość

### Zbiory poetyckie
- Wnętrze kwiatu (Iskry, 1960)
- Dłoń dotyku (Pax, 1963)
- Wosk na ucztę (Wyd. Lub. 1969)
- Prostota (Wyd. Lub. 1980)
- Reportaż z wieży Babel (PIW 1981)
- Rok Święty (KAW 1986)
- Haiku (Polska Oficyna Wydawnicza 1999)
- Haiku (II wyd. internetowe, Wydawnictwo Tower Press, 2001)
- Kronika żywego dnia (Przedświt 2002)
- Na piasku chwili (Wydawnictwo Atut 2003),
- Wiersze z różnych kobiet (Wydawnictwo Arwil 2007)
- Bóg – Mara – Sen (Wydawnictwo Astra, Łódź 2007)
- Chroniąc oczy przed korozją. Wybór poezji. (Wydawnictwo Adam Marszałek, Toruń 2012)

### Eseistyka
- Opowiadania Marka Hłaski (Seria „Moje lektury, Wydawnictwo Arkadia, 1995)
- Z Poczekalni na Parnas (eseje o poezji polskiej, Wydawnictwo Adam Marszałek, 2005)

### Utwory dramatyczne
- Improwizacja oszmiańska (e-Tygodnik Literacko-Artystyczny Numer 54/17 (337) ISSN 2084-6983, 2011)

### Utwory dla dzieci
- Wielki Nemuru (Oficyna Wydawnicza ExLibris Warszawa 1990)

### Tłumaczenia literatury obcej
- Micheil Dżawachiszwili: Biały kołnierzyk (Warszawa, Instytut Wydawniczy PAX, 1976 – z j. gruzińskiego)
- Machado Maria Clara: Maleńki upiór Pluft (Sztuka dziecięca dwuaktowa nagrodzona przez Stowarzyszenie Krytyków Teatralnych w São Paulo), Okolice nr 11/12:132 – 54., spektakl w Klubie „Oczko” w Ostrołęce przy ul. Sikorskiego 27 lipca 2008 – przekład z j. portugalskiego)
- Oleg Karabielnikow: Muśnięcie skrzydeł (Wyd. „Współpraca” Warszawa 1989 – z j. rosyjskiego)
- Bernardo Guimarães: Niewolnica Isaura (pod pseudonimem Michał Berschau, Oficyna Wydawnicza ExLibris Warszawa 1990 – z j. portugalskiego)